# Episodi di Young Justice (terza stagione)
La terza stagione della serie animata Young Justice, sottotitolata Outsiders, è stata distribuita negli Stati Uniti su DC Universe in due parti; la prima (ep. 1-13) dal 4 al 25 gennaio 2019; mentre la seconda (ep. 14-26) dal 2 luglio al 27 agosto 2019. La prima lettera di ogni episodio enuncia una frase nascosta: "Prepare the Anti-Life Equation".
| nº      | Titolo originale        | Titolo italiano | Pubblicazione USA |
| Parte 1 | Parte 1                 | Parte 1         | Parte 1           |
| ------- | ----------------------- | --------------- | ----------------- |
| 1       | Princes All             | Episodio 1      | 4 gennaio 2019    |
| 2       | Royal We                | Episodio 2      | 4 gennaio 2019    |
| 3       | Eminent Threat          | Episodio 3      | 4 gennaio 2019    |
| 4       | Private Security        | Episodio 4      | 11 gennaio 2019   |
| 5       | Away Mission            | Episodio 5      | 11 gennaio 2019   |
| 6       | Rescue Op               | Episodio 6      | 11 gennaio 2019   |
| 7       | Evolution               | Episodio 7      | 18 gennaio 2019   |
| 8       | Triptych                | Episodio 8      | 18 gennaio 2019   |
| 9       | Home Fires              | Episodio 9      | 18 gennaio 2019   |
| 10      | Exceptional Human Being | Episodio 10     | 25 gennaio 2019   |
| 11      | Another Freak           | Episodio 11     | 25 gennaio 2019   |
| 12      | Nightmare Monkeys       | Episodio 12     | 25 gennaio 2019   |
| 13      | True Heroes             | Episodio 13     | 25 gennaio 2019   |
| Parte 2 |                         |                 |                   |
| 14      | Influence               | Episodio 14     | 2 luglio 2019     |
| 15      | Leverage                | Episodio 15     | 2 luglio 2019     |
| 16      | Illusion of Control     | Episodio 16     | 2 luglio 2019     |
| 17      | First Impression        | Episodio 17     | 9 luglio 2019     |
| 18      | Early Warning           | Episodio 18     | 16 luglio 2019    |
| 19      | Elder Wisdom            | Episodio 19     | 23 luglio 2019    |
| 20      | Quiet Conversations     | Episodio 20     | 30 luglio 2019    |
| 21      | Unknown Factors         | Episodio 21     | 6 agosto 2019     |
| 22      | Antisocial Pathologies  | Episodio 22     | 13 agosto 2019    |
| 23      | Terminus                | Episodio 23     | 20 agosto 2019    |
| 24      | Into the Breach         | Episodio 24     | 27 agosto 2019    |
| 25      | Overwhelmed             | Episodio 25     | 27 agosto 2019    |
| 26      | Nevermore               | Episodio 26     | 27 agosto 2019    |

## Episodio 1
Due anni dopo la sconfitta dei Reach, il traffico di metaumani raggiunse livelli galattici, ma la Justice League non fu in grado di intercedere a causa del Segretario Generale delle Nazioni Unite Lex Luthor che ostacolava i loro sforzi. Riconoscendo le restrizioni, Batman, Freccia Verde, i loro rispettivi protetti della Squadra e altri membri della Justice League si dimisero in una mossa pre-pianificata per operare di nuovo come vigilanti. Anche Black Lightning si dimette, ma solo per riprendersi da un incidente su Rann settimane prima. Giorni dopo, il re Viktor e la regina Ilona di Markovia annunciano i loro piani per aiutare a porre fine al traffico di metaumani, poiché la loro unica figlia, la principessa Tara, è stata rapita due anni fa; solo per essere successivamente assassinati da un metaumano. Markovia viene posto sotto la legge marziale con il fratello della regina Ilona, il barone Fredric DeLamb, che serve come reggente fino a quando il figlio maggiore, il principe ereditario Gregor, non compie 18 anni. Suo fratello gemello, il principe Brion, vuole formare una squadra che possa continuare la missione dei suoi defunti genitori e apprende dal medico reale Dr. Helga Jace che è risultato positivo al meta-gene. Nightwing e Oracle scoprirono che i laboratori dei trafficanti stavano usando una sostanza simile al catrame di Markovia e reclutarono Superboy e Tigress per aiutarli a infiltrarsi nel paese. Dick chiede anche a Jefferson di unirsi a lui, ma è titubante a causa del suo senso di colpa per le sue azioni e le sue abilità fluttuanti. Nonostante ciò, alla fine accetta.

## Episodio 2
La Justice League annuncia le dimissioni di diversi membri in risposta alle restrizioni dell'ONU. Il Barone DeLamb dichiara che gli eroi vigilanti non sono i benvenuti a Markovia, proprio mentre la squadra di Dick arriva nel paese per indagare sul sindacato del traffico di metaumani, "Bedlam". Nightwing e Tigress andarono sotto copertura alla festa pre-incoronazione del Re mentre Superboy e Black Lightning andarono sottoterra per trovare i laboratori. Il principe Brion è in disaccordo con suo fratello per il fatto che lo zio sia diventato reggente e progetta di attivare il suo meta-gene per salvare il suo paese con l'aiuto del genetista Dr. Simon Ecks. Superboy e Black Lightning trovarono i meta-bambini prigionieri, ma furono attaccati dal Conte Vertigo e da Plasmus. Nonostante le ferite riportate, Black Lightning riuscì a fuggire mentre Superboy fu catturato. Ecks mostra il laboratorio di traffico di metaumani ad un inorridito Brion prima che Vertigo lo metta fuori combattimento e lo getti in una capsula. Vertigo se ne va per fare rapporto al suo superiore, lasciando che il Dr. Jace arrivi e attivi la capsula del principe. Nel frattempo, Tigress salva una giovane metaumana Quraci che era stata quasi sepolta dai teppisti di Bedlam prima che i suoi poteri la riportassero in vita senza alcun ricordo di ciò che le era successo.

## Episodio 3
Tigress e Black Lightning si diressero all'ospedale per salvare Superboy, con l'aiuto della ragazza salvata da Tigress, soprannominata "Halo". Dick scopre che il dottor Jace ha attivato il metagene di Brion per opporsi al leader di Bedlam, il Barone DeLamb. Mentre il Barone è in grado di rapire i bambini trafficati, la squadra di Dick è in grado di salvare il dottor Jace e Brion, che inizia a sperimentare i suoi poteri geo-termocinetici. DeLamb, dopo aver preso i filmati di sicurezza dal laboratorio, cerca di incastrare Brion per i suoi crimini; portando quest'ultimo ad attaccare violentemente e pubblicamente il primo, rivelando che il Barone è un metaumano. Superboy riuscì a sconfiggere il Barone Bedlam mentre Gregor capiva facilmente le bugie di suo zio e fece arrestare il traditore. Tuttavia, è costretto a bandire Brion dalla Markovia a causa di ciò che gli metaumani hanno fatto alla loro famiglia; anche se chiese a Superboy di prendersi cura di lui al suo posto. I poteri di Black Lightning tornano dopo aver assistito all'uccisione di Halo da parte di un furioso Plasmus, ma il suo fattore di guarigione passivo le permette di sopravvivere. Black Lightning riesce a liberare Plasmus dal controllo di Bedlam, ma uno agricoltore spaventato gli spara e lo uccide. Superboy e Brion si riunirono con Nightwing e gli altri per pianificare la loro prossima mossa.

## Episodio 4
Mentre Halo, Brion e il dottor Jace si stabiliscono in America, Dick recluta Will, Roy e Jim Harper per una missione di rintracciare altri trafficanti di metaumani in cambio dell'aiuto di Will con un ingaggio presso la sua società di sicurezza privata. I quattro sono incaricati di proteggere una spedizione di occhiali VR ad alta tecnologia che viene presto dirottata da Brick e dai suoi scagnozzi. Mentre Dick e gli Harper cercano di recuperare la spedizione, Will dà a Dick consigli su come creare una nuova squadra per proteggere i ragazzi metaumani. Altrove, durante una riunione annuale tra Zatanna e Zatara (che è ancora l'ospite di Dottor Fate), Artemis cerca di connettersi con Halo; nel processo apprende da Fato che dentro di lei ce una "vecchia anima" che sembra abitare il corpo della giovane ragazza. Tornato a Happy Harbor nel frattempo, Connor dà a Brion indicazioni su come adattarsi alla vita non agiata; essenzialmente diventando il suo mentore dopo aver visto il suo vecchio sé nel giovane principe.

## Episodio 5
Dick riunisce la sua nuova squadra a Happy Harbor per valutare Brion e Halo e decidere come aiutarli al meglio. Iniziano ad addestrarli nell'uso dei loro poteri e accettano di aiutare Brion a trovare la principessa Tara. Nel frattempo, M'gann e la squadra vengono reclutati da Orso per indagare su un incidente su New Genesis, dove qualcuno che si spaccia per Orione ha attaccato gli alveari degli insetti. M'gann scopre che l'imitatore di Orione è suo fratello minore, M'Comm (che ora si fa chiamare Ma'alefa'ak), che sta cercando di convincere gli Insetti ad attaccare i Nuovi Dei. M'gann lo ferma, ma un giovane insetto di nome Forager, che ha richiesto l'aiuto della squadra, viene bandito dall'alveare. M'gann gli offre asilo sulla Terra.

## Episodio 6
Quando un assassinio porta segni di potenziale coinvolgimento di Tara, Brion recluta Halo e Forager per andare sull'Isola dell'Infinito con lui per affrontare la Lega delle Ombre e trovarla. Arrivati sull'isola, incontrano Sensei, che li sconfigge rapidamente. Fortunatamente, Dick e gli altri arrivano presto per salvarli. Sensei e diversi assassini cercano di sventare la loro fuga, ma Ra's al Ghul arriva e permette loro di andarsene. Brion chiede che sua sorella torni sana e salva, ma Ra's rivela che le Ombre non sono più sull'Isola dell'Infinito o sotto il suo controllo poiché non fa più parte della Luce. Mentre se ne vanno, un giovane ninja sembra riconoscere Dick, cosa che fa piacere a Ra's. Sulla via del ritorno, Artemis e Dick rivelano che Barbara ha scoperto la vera identità di Halo: Gabrielle Daou, una rifugiata Quraci che lavorava al palazzo Markoviano. Halo, ricordando di essere stata maltrattata dai Markoviani, nega e proclama che il suo nome è "Violet"; un nome che Brion le aveva dato dopo aver visto la sua aura di guarigione viola.

## Episodio 7
Cassandra, la figlia di Vandal Savage, legge un diario che racconta la sua storia. Descrive in dettaglio come Savage è diventato immortale, il suo primo incontro con Darkseid e la sua prima volta che ha sconfitto Starro. Nel presente, un'armata aliena minaccia la Terra, costringendo Savage a confrontarsi con il Pianeta della Guerra. Presto scopre che l'armata è controllata da Starro e va ad affrontare il suo antico nemico. Nel frattempo, a Happy Harbor, Dick, Artemis e Connor si allenano e legano con Brion, Violet e Forager; dando loro le loro supertute e i loro nomi in codice. Violet sceglie Halo, il nome che Artemis le ha dato quando si sono incontrate per la prima volta. Brion si battezza Geo-Force, dal nome che il Dr. Jace ha dato al potere della sua famiglia. Forager rimane con il suo nome. Halo scopre anche un nuovo potere, un'aura verde che crea ologrammi, quando duplica il suo sé fisico.

## Episodio 8
Questo episodio presenta tre storie raccontate da Nightwing, Robin e Kaldur (ora il nuovo Aquaman dopo che Arthur ha deciso di essere il Re di Atlantide a tempo pieno). Per prima cosa, Dick racconta a Barbara di come la sua squadra abbia affrontato Cheshire, Shade, Mist e Livewire per avere informazioni sulla Lega delle Ombre. Cheshire afferma che stanno attualmente operando fuori da Santa Prisca prima di fuggire con Shade. In secondo luogo, Tim riferì a Batman che lui, Spoiler, Arrowette e Orphan stavano seguendo Clayface travestito da Jervis Tetch per trovare il vero Tetch. Anche se lo raggiungono, il Cappellaio Matto fugge con un giovane su cui stava facendo degli esperimenti. In terzo luogo, Kaldur riferì a Wonder Woman di un trasporto in prigione, in cui Sportsmaster fuggì con un prigioniero metaumano. Tutte e tre le storie si rivelano collegate, poiché tutti gli eroi lavoravano insieme a Batman. Informano Diana che Sportsmaster ha rilasciato Shade, in modo che Tetch possa impiantargli la sua tecnologia di controllo mentale prima di consegnarlo a Cheshire. Tutto questo faceva parte di un giro di traffico di metaumani gestito da Simon Stagg, che viene arrestato per i suoi crimini. Mentre si trova nella sua cella, Stagg riceve la visita di Shade. Wonder Woman criticò gli altri per le loro azioni segrete, temendo che stessero iniziando a oltrepassare il limite.

## Episodio 9
La squadra di Nightwing viene attaccata quando Lobo arriva sulla Terra con un contratto per uccidere Forager. La squadra corre in sua difesa, ma nonostante tutti i loro sforzi, il cacciatore di taglie sembra avere successo e pesta Forager a morte. Tuttavia, dopo la sua partenza, Forager rivela che ciò che Lobo ha distrutto è stato il suo esoscheletro, dopo averlo abbandonato per ingannare il cacciatore di taglie. Nel frattempo, a Central City, Iris West ospita un appuntamento di gioco per tutti i bambini di tutti gli eroi che hanno famiglia, accompagnati dai loro genitori. A sua insaputa, Ocean Master ha affittato la casa dall'altra parte della strada per osservarli, con un piano per eliminare la prossima generazione di eroi per vendetta, ma viene fermato e ucciso da Lady Shiva: come esecutore della Luce, lo ha fatto perché le azioni del suo piano sono ciò che la Luce chiama "Opzione Nucleare". La sua promulgazione comporterebbe conseguenze impreviste, quindi al momento non sono disposti ad andare avanti. Alla fine, si scoprì che la Luce (ora composta da Savage, Luthor, Queen Bee, Klarion e i nuovi membri Deathstroke, Ultra-Humanite e Granny Goodness) era anche dietro l'attacco di Lobo a Forager per confermare che Nightwing ha assemblato una nuova squadra segreta di eroi, che i criminali vedono come una potenziale minaccia per le loro operazioni. Tuttavia, la nonna li informa che Apokolips ha un piano in atto per affrontarli.

## Episodio 10
Batman, Katana e Metamorpho vanno in missione segreta a Santa Prisca per indagare sulle Ombre e su dove si trovi Tara. Lì, scoprono che le Ombre sono attualmente guidate da Deathstroke e addestrate da Lady Shiva. Viene anche rivelato che Cassandra Savage si è unita ai loro ranghi e Tara è stata mandata da Nonna Bontà. Batman e gli altri vengono scoperti e affrontano Bane, Deathstroke e Shiva, ma riescono a fuggire. A Star City, Artemis iscrive Violet al liceo e Will ha una conversazione con Cheshire, che afferma che è venuta solo per dirle addio e che Will dovrebbe andare avanti. Altrove, Victor Stone cerca di convincere suo padre, Silas, a venire alla sua partita di football, dove viene scoperto da diverse importanti università, ma suo padre non si presenta.

## Episodio 11
Alla S.T.A.R. Labs di Detroit, Victor litiga con suo padre e provoca accidentalmente un'esplosione. Silas utilizzò una Scatola Padre datagli dalla Justice League per cercare di salvare suo figlio, ma racchiuse Victor in un bozzolo tecnologico; integrando componenti cibernetiche nella sua forma biologica. Altrove, Violet e Forager, che indossa un ciondolo glamour e si fa chiamare "Fred Bugg", iniziano la scuola alla Happy Harbor High e diventano amici di Harper Row. Violet inizia a provare sensazioni spiacevoli e presto scopre una nuova aura indaco, che le permette di aprire dei portali. Cosi si trasporta a Detroit e scopre Victor nel bel mezzo di una furia distruttiva a causa della Scatola Padre, ovvero la fonte delle sue sensazioni. Lei e Victor combattono prima che lei usi la sua aura viola per purificarlo dall'influenza della tecnologia aliena e trasporta entrambi a Happy Harbor. Nel frattempo, Dick incontra Brion per aggiornarlo su Tara, mentre diventa sempre più impaziente e chiede un'azione immediata. Dopo averlo lasciato sfogarsi, Dick ha un cuore a cuore con lui, dicendogli di lasciar andare il suo passato e andare avanti.

## Episodio 12
Garfield si prepara per un appuntamento con Queen Perdita, solo per ritrovarsi intrappolato nella sua stessa mente dopo aver provato un paio di occhiali Goode che lo hanno reso incosciente. Ha visioni traumatizzanti sulla morte di sua madre, la sua adozione da parte della Doom Patrol prima della loro successiva morte (in Teen Titans Go! E i membri della squadra che erano morti (come Wally West) prima che il marito della sua madrina prendesse in custodia lui e diventasse una star televisiva. Durante ciascuna delle sue visioni, vede la sua scimmia d'infanzia, che alla fine rivela di essere in realtà un dio scimmia che aveva scelto Gar come suo avatar. Quando M'gann finalmente lo rianima, Gar rivela che il suo capo (Granny Goodness) sta usando i Goode Goggles per scopi sinistri e decide di riunirsi alla squadra. Tornato a Happy Harbor, Victor incontra gli altri e rivela che la tecnologia nel suo corpo proviene da una Scatola Padre. Sentendo questo, Sfera lo attaccò e la programmazione della Scatola Padre si riaffermò fino a quando Violet non lo purificò di nuovo. Viene anche rivelato che Violet ha l'anima di una Scatola Madre, che è la fonte dei suoi poteri.
Le guest star speciali di questo episodio, membri del cast di Teen Titans e Teen Titans Go!

## Episodio 13
La squadra di Nightwing va in missione segreta a Greater Bialya per fare irruzione in un deposito di traffico di metaumani, ora noto per essere gestito da Granny Goodness e dove Tara è detenuta. Al loro arrivo, scoprono che il deposito è un fight club metaumano e un'asta. Riescono a far uscire di nascosto la quindicenne Principessa Tara (ora chiamata "Terra"), ma tornano indietro per salvare gli altri bambini metaumani. Nel frattempo, a Happy Harbor, Violet lotta per adattarsi alle sue nuove emozioni. Quando la Scatola Padre prende ancora una volta il controllo di Victor, lei non è in grado di difendersi a causa del suo stato emotivo elevato a causa del suo affetto per Brion. Ben presto, però, decide che le sue emozioni umane la rendono più forte e purifica Victor dalla Scatola Padre una volta per tutte. Brion presenta Tara agli altri mentre Dick dice ad Artemis che Brion, Violet, Forager e Tara potrebbero essere pronti per unirsi alla squadra. La mattina dopo, Tara invia segretamente un messaggio a Deathstroke, dicendogli: "Sono dentro".

## Episodio 14
Dopo aver fermato uno scippatore, Beast Boy decide di riunirsi alla squadra, attraverso le sue ore libere dal momento che non può smettere di lavorare per i Goode World Studios. Tara, Geo-Force, Halo e Forager si uniscono alla squadra. Nel frattempo, Granny Goodness, incolpa i meta tracciamento dei suoi Goode Goggles sul suo designer morto. G. Gordon Godfrey screditò ulteriormente la Lega con l'aiuto di Lex Luthor. Nello spazio, i Parademoni hanno rubato metalli rari da diversi pianeti. Superman, Wonder Woman, Hawkman, Hawkwoman e Guy Gardner seguirono una scia ionica fino ad una base di asteroidi costruita da Big Barda e dalle Furie Femminili, che avevano lasciato la scia ionica apposta per combatterli. Barda viene punita dalla Nonna per averlo fatto senza la sua autorizzazione, proprio mentre la Lega irrompe e trova un grande dispositivo costruito con i materiali rubati. Granny e Desaad testano il dispositivo incompleto, causando agli eroi e alle Furie un'estrema agonia fino a quando non riescono a fuggire. Abbandonando la League nello spazio, i Nuovi Dei inscatolano la loro base verso la salvezza.

## Episodio 15
A Brion, Tara, Violet e Forager (insieme a Beast Boy e guidati da Artemis) viene assegnata la loro prima missione di squadra; per indagare sulle voci riguardanti un meta-programma del governo russo che, come scoprono presto, mira a utilizzare volontari militari per creare un equivalente della Justice League chiamato Rocket Red Brigade. Mentre se ne vanno, gli eroi scoprono Monsieur Mallah, Capitan Boomerang e Black Manta in procinto di attaccare la base russa. Intercettano l'attacco e ingaggiano i tre criminali. Il trambusto fa sì che due Rocket Red si uniscano al combattimento. Dopo che i criminali sono stati sconfitti, Artemis convince i russi a lasciare che la sua squadra se ne vada e riporti i cattivi a Belle Reve. Lì, viene rivelato che i tre supercriminali facevano parte di una squadra governativa americana di nuova creazione chiamata Task Force X, gestita da Amanda Waller. Nel frattempo, a Taos, i meta del MHYC si sottopongono a un orientamento e alla loro prima sessione per imparare a controllare i loro poteri. Una di loro, Wendy Jones, prende il nome di Windfall e inizia a usare con sicurezza i suoi poteri, ma si ritrova incapace di fermarli mentre iniziano a succhiare aria dalla stanza. Dopo che Ed Dorado Jr. l'ha teletrasportata all'esterno, ha scelto di indossare un collare che inibisce i suoi poteri.

## Episodio 16
Brion, Tara, Violet, Jefferson e il dottor Jace festeggiano il Giorno del ringraziamento con Will, Lian, Artemis e Paula. Quando Paula scopre che Artemis è tornata ad essere un'eroina, la incoraggia amaramente a concentrarsi sull'essere una figura materna per Lian, dato che Jade non tornerà. Nel frattempo, Victor evita di cenare con Conner, M'gann, Lucas Carr e Forager. Cosi Forager, lo incoraggia a unirsi a loro poiché tutti si preoccupano per lui; usando la metafora della farfalla per dirgli che ha bisogno di "uscire dal suo guscio". Altrove a Taos, la squadra visita l'MHYC per unirsi ai festeggiamenti, insieme a Garfield e Queen Perdita. Tuttavia, Vertigo rapisce sua nipote. Dopo averla salvata, scoprono che si trattava di Psimon sotto mentite spoglie e che era tutto uno stratagemma per lasciare il centro senza protezione. Impedendo a Assalto di catturare i meta, Garfield si prende i riflettori con altri eroi per incoraggiare la speranza e la fede nei giovani meta.

## Episodio 17
Garfield decide che la Lega non può riuscire a riconquistare la fiducia del pubblico poiché Lex Luthor li ha limitati troppo e la politica ha sospeso qualsiasi azione da parte della Lega. Per rimediare a ciò, formò gli Outsiders insieme a Kid Flash, Static, Wonder Girl, Blue Beetle e Geo-Force; usando la sua casa a Hollywood come nuova base (che serve anche come vendetta per Gretchen Goode, che è costretta a pagare per questo). Gli Outsiders scoprono che gli insetti da battaglia Reach (precedentemente rubati dall'Intergang) attaccano una città e li abbattono con pochi danni alla proprietà. Nonostante il loro eroismo, il sindaco chiede il loro arresto fino a quando la nave principale non arriva con il pilota automatico e minaccia di cadere sulla città all'arrivo dell'aviazione. Tuttavia, gli Outsiders riescono a far schiantare la nave fuori città e lo sceriffo rimprovera il sindaco, lasciandoli andare attraverso una scappatoia nella legge. Il messaggio di Beast Boy, "siamo tutti outsider", inizia a fare tendenza online con l'aiuto della Newsgirl Legion.

## Episodio 18
Mentre la popolarità degli Outsiders è in aumento, vengono inviati a indagare su un disturbo magico a Cuba; dove la Luce sta conducendo il Progetto Rutabaga (in cui Klarion usa la sua magia per attivare il meta gene negli adolescenti rapiti). Insoddisfatto di nessuno dei risultati, li fonde tutti in quello che gradualmente diventa un mostro gigante. Zatanna sostiene segretamente gli Estranei riportando le vittime nei loro corpi, poi intrappola Klarion e se stessa nel labirinto della Torre del Destino. Gli Outsiders portano gli adolescenti rapiti a Taos, ma hanno bisogno dell'aiuto di Kaldur con una meta ragazza incapace di respirare fuori dall'acqua. Il dottor Jace dà a Violet una brutta notizia; Sta morendo di nuovo, poiché la sua aura viola impedisce alle sue cellule umane di replicarsi quando torna in vita. Scossa da questa notizia, Violet si ritrova a sparare con le pistole e a bere alcolici con Harper Row, che le dà un bacio da ubriaca.

## Episodio 19
A Bwundasa si tiene una conferenza delle Nazioni Unite e un gruppo terroristico noto come B.I.F. lancia un attacco. Un meta-psichico controllato mentalmente e una Lady Shiva travestita tentano di assassinare gli senatori di Atlantide e Themyscira, pero con l'aiuto di Miss Martian, Halo e Terra riescono a impedirlo. Nella piazza, gli Outsiders (che ora include El Dorado) combattono il gruppo principale per salvare Garth e proteggere gli altri diplomatici. Luthor chiamò Flash, secondo le linee guida dell'ONU, per mettere in cattiva luce gli Outsiders. Più tardi, gli Outsiders salvano una bambina in uno dei vecchi laboratori di Ivo a Dublino prima che esploda, ignari del fatto che si tratta di una messa in scena da parte della squadra di Batman per aumentare la loro popolarità e rovinare la reputazione di Luthor. I successivi tentativi di Luthor di infangare ulteriormente la reputazione degli Outsiders durante lo show di Godfrey gli si ritorcono contro, poiché l'opinione pubblica e i genitori degli Outsiders li sostengono (anche se questi ultimi in realtà vogliono che smettano di farlo). Nel frattempo, Violet decide di confessare a Brion il suo bacio con Harper e rivela a lui e Tara che Gabrielle ha permesso all'assassino che ha ucciso i suoi genitori di entrare nel Palazzo Markoviano. Wonder Woman espresse la sua crescente disapprovazione per le azioni di Batman; temendo di aver oltrepassato il limite. Sola nella sua stanza, Violet scrive una lettera a Brion e al resto dei suoi compagni.

## Episodio 20
Vic scoprì che la tecnologia Scatola Padre si stava impossessando di nuovo del suo corpo, così quando Silas venne ad aiutarlo, si fidò di suo padre per stabilizzarlo mentre Superboy contattò Dreamer per ulteriore aiuto. Presta loro una Scatola Madre e gli dice di cercare Metron poiché solo la sua Sedia Mobius può esorcizzare lo spirito della Scatola Padre. Questo li condusse al Muro della Sorgente, dove Metron stava osservando Superman combattere le forze di Apokoliptian che avevano acquisito il materiale finale per il loro dispositivo. Quando Metron si rifiutò di aiutarlo, Superboy e Black Lightning lo schienarono mentre Silas, Brion e la Dr. Jace misero Vic sulla sedia. Anche se dispiaciuto di aver perso la possibilità di osservare la morte di Vic, Metron conferma cripticamente a Black Lightning che Gretchen Goode è un Nuovo Dio. Libero dalla Scatola Padre, Vic si riconcilia finalmente con suo padre. Nel frattempo, M'gann parla con Harper, che le confida che suo padre picchia lei e suo fratello. Terra inizia ad avere dei ripensamenti sul lavorare per Deathstroke. Kaldur porta la meta ragazza acquatica ad Atlantide in modo che possa adattarsi ai suoi poteri e farla stare con i suoi genitori. Altrove a causa del suo tempo che sta per diminuire, Violet fa visita alla famiglia Daou per dare loro una chiusura per conto di Gabrielle.

## Episodio 21
Ad Atlantide, la meta-ragazza si è acclimatata alla vita sottomarina e ha scelto il nome di Delfin. Mentre veglia su di lei con il suo compagno Wynnde, Kaldur riceve una chiamata da Oracle che gli chiede di trovare Nightwing e Black Lightning, con cui aveva perso i contatti dopo aver fatto irruzione nella casa di Nonna Goodness, per trovare le prove della sua vera natura che possono usare. Kaldur e Wynnde adottano un approccio educato e chiedono alla nonna di restituire i loro amici, così lei rivela che sono stati tenuti in un X-Pit, un pallido vuoto che li lascia in agonia. Wynnde cercò di riprendersi la Scatola Madre che Nightwing aveva preso in prestito da Superboy, facendo arrabbiare Granny. Rivela che Nightwing e Lightning sono stati condizionati dall'X-pit per servirla e cerca di usare una torretta laser per distruggere la Scatola Madre. Violet e Victor sentendo quello che sta accadendo, rivela quest'ultimo che può aprire dei portali dal braccio, portando loro, Brion e Garfield per aiutarli. Violet purifica Nightwing e Lightning dal controllo mentale e ripara la Scatola Madre. Oracle quindi controlla a distanza il Batwing per respingere Granny in modo che tutti possano ritirarsi. Nel frattempo, Karen e Mal sono benedetti con la nascita della loro figlia; Tuttavia, ha un buco nel cuore. Dopo averlo riparato, Karen decide di attivare il meta-gene della bambina per darle una vita migliore. Si scopre che il contatto della Dr. Jace è l'Ultra-Humanite. In una scena post-credits, Granny contatta Darkseid per dirgli che ha trovato l'Equazione Anti-Vita, che crede essere all'interno di Halo.

## Episodio 22
Gli Outsiders scoprono di aver ispirato nuovi giovani meta, noti come Infinity, Inc.; anche se Geo-Force pensa che stiano cavalcando la fama degli Outsiders. Mentre Dick si sta riprendendo, Jefferson finalmente si rende conto che tutto ciò che è successo da quando si è separato dalla Justice League. La notizia, naturalmente, fa infuriare gli Outsiders e Conner quando scoprono che i loro più stretti alleati stavano nascondendo loro dei segreti. Nel frattempo, Jace rapisce segretamente Halo, Tara e Brion; consegnandoli a Ultra-Humanite e Granny. Halo viene posta sotto il controllo di un "guinzaglio cerebrale" e poi esposta a un X-Pit, ripolarizzando gli effetti della sua aura curativa viola. La nonna quindi testa tali effetti su Jace, costringendola a rivelare di aver mentito sulla morte di Halo; considera i meta che crea come i suoi figli e voleva separare Halo da suo "figlio" perché considerava Halo una bugia dato che non era metaumana. Tara libera se stessa e Brion, grazie ad un congegno datole in precedenza da Deathstroke. Tuttavia, Granny rapisce Halo e la manda all'Orfanotrofio, dove un'altra Granny la aspetta, mentre Ultra-Humanite fugge con la Dr. Jace. Tara e Brion rivelano cosa è successo, facendo sì che Jefferson se ne vada, poiché non può più fidarsi di nessuno di loro. Credendo che gli eroi non siano altro che traditori, Tara si impegna nuovamente con Deathstroke. Nel frattempo, Ultra-Humanite dice alla Luce che Darkseid presto farà pendere l'ago della bilancia universale con Halo come catalizzatore per l'Equazione Anti-Vita.

## Episodio 23
La parte di Wonder Woman della Justice League attaccò l'Orfanotrofio, ma cadde rapidamente sotto il controllo della Nonna tramite l'Equazione Anti-Vita. Sulla Terra, Black Lightning continua a sentirsi abbattuto dai tradimenti fino a quando non trascorre del tempo con le sue figlie. Gretchen Goode incolpa i meta-adolescenti per le irruzioni causate dagli eroi che cercavano informazioni su dove si trovasse Halo, facendo arrabbiare Beast Boy. Vandal Savage fornisce alla squadra la posizione di Halo a condizione che dicano alla nonna che è stato lui a farlo. Miss Martian, Tigress, Superboy, Aquaman, Geo-Force, Terra, Forager, e un tubo gonfiabile Nightwing ancora indebolito vanno all'Orfanotrofio. Mentre gli eroi più anziani distraggono le forze di Apokoliptian, gli altri tre vanno a salvare Halo. Un Nightwing ferito entra in un sogno febbrile, i poteri di M'gann fanno sì che condividano l'illusione di Wally che combatte con loro. La squadra di Geo-Force trovò Halo, ma fu facilmente eliminata dalla Justice League. La nonna spiegò sadicamente che i metaumani sarebbero stati schiavi dell'Equazione Anti-Vita e che gli umani normali ne soffriranno e moriranno (dato che le tre Lanterne Verdi e l'Uomo Allungato soffrivano costantemente). Miss Martian attacca telepaticamente tutti in modo che la sua squadra possa distruggere la macchina X-Pit, ma Granny costringe Halo ad attivare la sua aura viola; schiavizzando tutti i presenti. Con l'Equazione Anti-Vita che si diffonde in tutta la galassia, l'era di Darkseid è iniziata.

## Episodio 24
Contemporaneamente agli eventi che si verificano all'Orfanotrofio, Beast Boy porta gli Outsiders e Victor, volendo ripagare Halo per tutte le volte che lo ha aiutato, ai Goode World Studios dopo che quest'ultimo ha percepito qualcosa lì. Trovano una grande macchina Apokoliptiana, ma Gretchen li getta nell'X-Pit. Combatte lei stessa contro Beast Boy e anche se lui combatte valorosamente, non è all'altezza di lei. Victor è in grado di usare le sue nuove abilità per hackerare Overlord, la macchina senziente che genera gli X-Pit e la sopraffà, liberando tutti. Blue Beetle e Victor distruggono la macchina, costringendo Gretchen e Overlord a riunirsi con la forza con Nonna Goodness all'Orfanotrofio. Victor segue e libera Violet, permettendole di usare una nuova aura arcobaleno per liberare tutti dall'Equazione Anti-Vita in modo che possano distruggere la macchina X-Pit e Overlord. La nonna fugge e informa Darkseid del tradimento di Vandal. La Justice League arrestò Overlord, le Furie e Mantis e iniziò a fare i preparativi per riportare le centinaia di prigionieri meta-adolescenti sulla Terra. Tornato con i giovani eroi, Victor, con filmati di ciò che Gretchen è veramente, si unisce agli Outsiders come Cyborg. Nel frattempo, si scoprì che la Infinity Inc. stava lavorando per Lex Luthor; mettendo in scena un take-down di Killer Frost per diventare più popolare degli Outsiders.

## Episodio 25
Il giorno di San Valentino, Will prepara una cena romantica con Artemis, ma lei si tira indietro, sentendo che sta tradendo Wally. Nel frattempo, Brion inizia un tour pubblicitario per gli Outsiders in modo che lui e Tara possano incontrare Gregor per la prima volta dopo mesi. Tara informa Deathstroke di questo, così la Luce fa in modo che il Barone DeLamb fugga dalla prigione e organizzi un colpo di stato militare. Forager è combattuto se tornare a Nuova Genesi o rimanere sulla Terra, così Connor lo porta a Geranium City, dove i Genomorfi come Dubbilex e Jim Harper sono in grado di nascondersi in bella vista usando illusioni psichiche. Dopo aver parlato con loro, Forager decide di rimanere sulla Terra, combattendo in campo aperto come un alieno Outsider. Dubbilex chiede a Connor per quanto tempo intende nascondersi dal pubblico invece di aiutare tutta la società come un eroe aperto. Metron incontra Victor e Violet, che considera i suoi nipoti, per informarli che giocheranno un ruolo importante in ciò che verrà, soprattutto perché Darkseid li considera entrambi pericolose minacce. Artemis chiede a Zatanna di mandarla nel Limbo per incontrare lo spirito di Wally. Lei vuole stare con lui, immaginando che abbiano un figlio, ma lui le dice che deve lasciarlo andare e andare avanti; dandole la chiusura per la morte di Wally. Artemis è d'accordo, non sapendo che era tutta un'illusione mentale di Zatanna e M'gann. Artemis e Will decidono di rimanere amici. Nel frattempo, con i divieti delle Nazioni Unite che impediscono alla lega di fermare il colpo di stato di Markovia, Brion e Tara decidono di intervenire da soli.

## Episodio 26
Gli Outsiders, la Squadra e il gruppo di Nightwing entrano tutti a Markovia per fermare Delamb, sapendo che la Luce ha intenzione di far fallire la missione degli Outsiders per spingere la registrazione e il controllo di tutti gli eroi e mettere fuori legge i vigilanti che non si adeguano. Deathstroke informa Tara che deve uccidere pubblicamente Beast Boy. Brion è in grado di combattere e catturare DeLamb in diretta televisiva. Tara si prepara per l'uccisione, ma Artemis riesce a dissuaderla: affermando che gli eroi hanno sempre saputo che stava lavorando per Deathstroke, ma hanno taciuto in modo che potesse decidere da sola. Accetta e si costituisce per i suoi crimini. DeLamb proclama che non smetterà mai di cercare di ottenere il trono, così Brion lo giustizia. Mentre Violet e Tara sono inorridite, e gli eroi sono scioccati e disgustati dal fatto che abbia oltrepassato il limite, l'ambasciatore markoviano Zviad Baazovi manipola Brion per rovesciare suo fratello gemello, diventare re e cacciare gli eroi dalla Markovia. Black Lightning, Oracle, e Cyborg rintracciarono il comunicatore di Tara per smascherare Lex come un meta-trafficante e, con Superman e Superboy che li sostenevano, riuscirono a far rimuovere Lex dall'ONU. Tara ricevette una condanna mitigata a patto che facesse del bene con gli Outsiders, a cui si unirono anche Superboy e Forager. Coloro che sono dietro l'Anti-Luce si dimettono da leader della Lega e della Squadra, rendendosi conto dell'errore di mantenere segreti e manipolazioni per il loro maldestro tentativo di opporsi alla Luce; con tutte le squadre di eroi che si riuniscono sotto Black Lightning come loro leader e l'opinione pubblica di nuovo dalla loro parte. La Luce è contenta, con Baazovi che con la sua abilità meta-psichica può influenzare Brion mentre lavora con la Dr. Jace e l'Infinity Inc. Tenendo anche d'occhio Halo come strumento per i piani futuri; Vandal Savage ha riconfermato la sua partnership con Darkseid. Mentre gli eroi festeggiano in un bar, si vede un cameriere che indossa un anello di volo della Legione.
In una scena post-credits, Lobo uccide un clone in miniatura di se stesso, che si è trasformato dal dito che ha perso durante la sua precedente battaglia con gli eroi.
Nota: Questo episodio è stato dedicato a Michel Lyman, un timer di animazione per lo show morto il 18 maggio 2019.